# Olivier Cabanel
Pour les articles homonymes, voir Cabanel.
Olivier Cabanel (né le 2 juillet 1942 à Nîmes) est un des membres fondateurs du groupe folk franco-suisse romand Aristide Padygros dans les années 1970, avec lequel il enregistra six disques 33 tours entre 1973 et 1977.
Il est également auteur-compositeur-interprète, écrivain et peintre.

## Partenaires
- Guy Pedersen, bassiste de jazz, son premier producteur qui  a été le partenaire régulier de Martial Solal ou de Baden Powell.
- Musicien et coauteur dans le groupe Aristide Padygros.
- Steve Waring (participation à un 45 tours J'ai mal à Maleville).
- Thomy Valdes son arrangeur.
- Claude Villers dans Marche ou rêve et Pas de panique.

## Sujets traités
Environnement • Nucléaire • Écologie • Non-violence • Nature • la Ville • Humour

## Discographie
- Premier disque 45 tours paru en 1970.
- Premier 33 tours soliste auto-produit en 1974.
- À ta santé connerie en 1977.
- Temps d'M audiovisuel en 1987.
- Changer d'Ère années 2000.
- En cours : plus de 36 chansons écrites depuis début 2006.